# Marry Me (Jason Derulo)
Marry Me is een nummer van de Amerikaanse zanger Jason Derulo uit 2013. Het is de derde single van zijn derde studioalbum Tattoos.
"Marry Me" is een vrolijk liefdesliedje waarop Derulo meer de popmuziek opzoekt dan hij eerder deed; het grote publiek kende hem eerder vooral van R&B- en dancenummers. Het nummer werd een bescheiden hit in diverse landen, met bijvoorbeeld een 26e positie in de Amerikaanse Billboard Hot 100. In het Nederlandse taalgebied bereikte het nummer geen hitlijsten, hoewel het in Vlaanderen wel een radiohit werd.